# Джон Грейг
Джон Грейг MBE (англ. John Greig, нар. 11 вересня 1942, Единбург) — шотландський футболіст, що грав на позиції захисника. По завершенні ігрової кар'єри — футбольний тренер. Уся ігрова і тренерська кар'єра була пов'язана з «Глазго Рейнджерс». 1999 року за результатами опитування вболівальників був названий «Найвидатнішим Рейнджером в історії клубу» та введений до клубного Залу слави. Також грав за національну збірну Шотландії.
П'ятиразовий чемпіон Шотландії. Семиразовий володар Кубка Шотландії. Чотириразовий володар Кубка шотландської ліги. Володар Кубка Кубків УЄФА. Дворазовий володар Кубка Шотландії (як тренер). Дворазовий володар Кубка шотландської ліги (як тренер).

## Клубна кар'єра
У дорослому футболі дебютував 1961 року виступами за команду клубу «Рейнджерс», кольори якої і захищав протягом усієї своєї кар'єри гравця, що тривала вісімнадцять років. Вже з другого сезону, проведеного у складі «Рейнджерс», був основним гравцем команди. Починав грати на позиції форварда, згодом був переведений у півзахист і врешті-решт став лівим захисником.
Усього провів за «Рейнджерс» 755 офіційних матчів, з них майже 500 в рамках чемпіонату Шотландії. Довгий час був капітаном команди, зокрема в такому статусі привів команду до перемоги у Кубку Кубків УЄФА у 1972 році. Також гравець п'ять разів виборював титул чемпіона Шотландії, сім разів ставав володарем Кубка Шотландії.

## Виступи за збірну
1964 року дебютував в офіційних матчах у складі національної збірної Шотландії. Протягом кар'єри у національній команді, яка тривала 8 років, провів у формі головної команди країни 44 матчі, забивши 3 голи.

## Кар'єра тренера
Розпочав тренерську кар'єру відразу ж по завершенні кар'єри гравця, 1978 року, змінивши на посту очільника тренерського штабу «Рейнджерс» Джока Воллеса. Пропрацював з командою до 1983 року. Протягом цього періоду «Рейнджерс» виступав не досить вдало, регулярно поступаючись у боротьбі у внутрішній першості не лише традиційним конкурентам з «Селтіка», але й «Абердіну».
Після відставки з посади головного тренера у 1983 працював футбольним оглядачем, згодом повертався до клубної структури «Рейнджерс», де відповідав за зв'язки із громадськістю, працював з молодіжними командами, а також протягом 2003-2011 років входив до ради директорів клубу.

## Клубна статистика
| Клубна статистика | Клубна статистика | Чемпіонат | Чемпіонат | Кубок | Кубок | Кубок ліги | Кубок ліги | Єврокубки | Єврокубки | Усього | Усього |
| Сезон             | Клуб              | Ігри      | Голи      | Ігри  | Голи  | Ігри       | Голи       | Ігри      | Голи      | Ігри   | Голи   |
| ----------------- | ----------------- | --------- | --------- | ----- | ----- | ---------- | ---------- | --------- | --------- | ------ | ------ |
| 1961–62           | «Рейнджерс»       | 11        | 7         | 1     | 0     | 2          | 1          | 1         | 0         | 15     | 8      |
| 1962–63           | «Рейнджерс»       | 27        | 5         | 7     | 0     | 5          | 5          | 2         | 0         | 41     | 10     |
| 1963–64           | «Рейнджерс»       | 34        | 4         | 6     | 2     | 10         | 0          | 2         | 0         | 52     | 6      |
| 1964–65           | «Рейнджерс»       | 34        | 4         | 3     | 0     | 7          | 0          | 7         | 1         | 51     | 5      |
| 1965–66           | «Рейнджерс»       | 32        | 7         | 7     | 0     | 10         | 1          | 0         | 0         | 49     | 8      |
| 1966–67           | «Рейнджерс»       | 32        | 2         | 1     | 0     | 8          | 1          | 9         | 0         | 50     | 3      |
| 1967–68           | «Рейнджерс»       | 32        | 11        | 4     | 2     | 6          | 0          | 6         | 1         | 48     | 14     |
| 1968–69           | «Рейнджерс»       | 33        | 6         | 5     | 1     | 6          | 0          | 9         | 2         | 53     | 9      |
| 1969–70           | «Рейнджерс»       | 30        | 7         | 3     | 2     | 6          | 0          | 4         | 0         | 43     | 9      |
| 1970–71           | «Рейнджерс»       | 26        | 7         | 8     | 0     | 8          | 1          | 2         | 1         | 45     | 10     |
| 1971–72           | «Рейнджерс»       | 28        | 8         | 6     | 1     | 6          | 0          | 8         | 0         | 48     | 9      |
| 1972–73           | «Рейнджерс»       | 30        | 7         | 6     | 0     | 10         | 3          | 2         | 0         | 48     | 10     |
| 1973–74           | «Рейнджерс»       | 32        | 6         | 1     | 0     | 10         | 2          | 4         | 2         | 47     | 10     |
| 1974–75           | «Рейнджерс»       | 22        | 1         | 0     | 0     | 0          | 0          | 0         | 0         | 22     | 1      |
| 1975–76           | «Рейнджерс»       | 36        | 2         | 5     | 0     | 10         | 1          | 4         | 0         | 55     | 3      |
| 1976–77           | «Рейнджерс»       | 30        | 0         | 5     | 0     | 11         | 1          | 2         | 0         | 48     | 1      |
| 1977–78           | «Рейнджерс»       | 29        | 2         | 5     | 1     | 5          | 1          | 2         | 1         | 41     | 5      |
| Усього за клуб    | Усього за клуб    | 498       | 86        | 73    | 9     | 120        | 17         | 64        | 7         | 755    | 120    |
| Усього            | Усього            | 498       | 86        | 73    | 9     | 120        | 17         | 64        | 7         | 755    | 120    |

## Титули і досягнення

### Як гравця
- Чемпіон Шотландії (5):

«Рейнджерс»: 1962-63, 1963-64, 1974-75, 1975-76, 1977-78
- Володар Кубка Шотландії (7):

«Рейнджерс»: 1961-62, 1962-63, 1963-64, 1965-66, 1972-73, 1975-76, 1977-78
- Володар Кубка шотландської ліги (5):

«Рейнджешрс»: 1963-64, 1964-65, 1970-71, 1975-76, 1977-78
- Володар Кубка Кубків УЄФА (1):

«Рейнджерс»: 1971-72

### Як тренера
- Володар Кубка Шотландії (2):

«Рейнджерс»: 1978-79, 1980-81
- Володар Кубка шотландської ліги (2):

«Рейнджерс»: 1978-79, 1981-82

### Особисті
- (1977)
- Гравець року в Шотландії (2):

1966, 1976